# La Masia

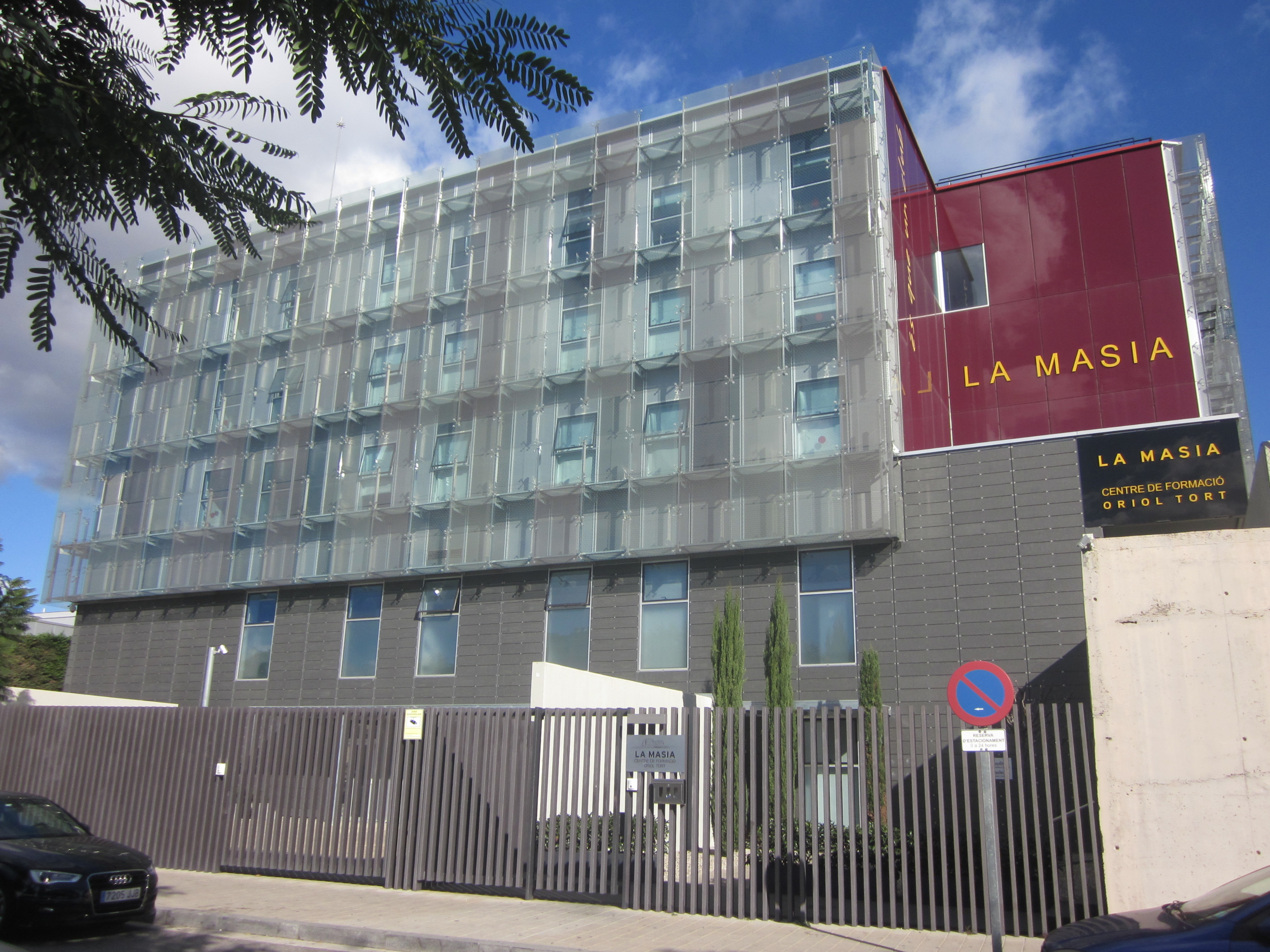
Sportovní komplex La Masia ve Španělsku.

La Masia de Can Planes, obvykle jen La Masia, je termín používaný pro mládežnickou akademii španělského klubu FC Barcelona. La Masia se stala v roce 2010 první mládežnickou akademií na světě, která vychovala všechny tři finalisty na Zlatý míč v jednom roce. Byli to záložníci Xavi a Andrés Iniesta a útočník Lionel Messi.
Původně byla La Masia starý katalánský statek, který byl postaven v roce 1702. V roce 1979 ho FC Barcelona poprvé použila jako ubytování pro své mladé fotbalisty, kteří nepocházeli z Barcelony.
Mnoho hráčů z barcelonské La Masie pokračuje ve fotbalové kariéře, ať už v Barceloně nebo v jiných klubech. Mezi známé absolventy této akademie patří Lionel Messi, Xavi, Sergio Busquets nebo obránce Carles Puyol.